# Rainha Brasileira do Café 1963
Rainha Brasileira do Café 1963 foi a 3ª edição do concurso que visava escolher a melhor representante brasileira para o certame de Rainha Internacional do Café, naquela época denominado "Rainha Continental do Café", realizado bienalmente dentro da Feira de Manizales, na Colômbia. O concurso foi promovido pelo Instituto Brasileiro do Café durante a "Semana Internacional do Café" de Londrina, com a presença de cinco (5) candidatas de cinco Estados do País. A final ocorreu no dia 15 de Dezembro daquele ano no Londrina Country Club e teve como vencedora a paranaense de Londrina, Andréa Vasconcelos de Oliveira.

## Importância
Principal apoiador do concurso, o diretor do Instituto Brasileiro do Café da época, Paulo Carneiro, assim declarou sobre a competição:
| “ | Conforme convite que este ano lhe foi seguidamente renovado, o governo brasileiro decidiu enviar representante ao certame de 1963, recaindo sobre Londrina a escolha do local para a festa de coroação, não só da representante do Paraná, como da representante da cafeicultura brasileira. No último concurso, a festa final foi realizada em Ribeirão Preto, com a vitória da representante de Minas Gerais. Após as eleições regionais processadas nos diferentes Estados, as jovens serão trazidas a Londrina, para prestigiar a eleição da rainha paranaense, e, em seguida, participação do julgamento final. A organização do programa festivo, em Londrina, será entregue a um grupo de senhoras da sociedade, que contará com a colaboração do Departamento de Relações Públicas do IBC, da Municipalidade, presidentes de órgãos de classe em geral, e demais setores interessados no brilhantismo da iniciativa. | ” |

Paulo Carneiro, diretor do Instituto Brasileiro do Café.
Destacou-se, na feira, a realização de um Simpósio das Cooperativas do Centro do Comércio do Café, inauguração da Agência do IBC e dos Serviços Agronômicos e Usina de Padronização, entrega de prêmios aos cafeicultores que produziram os melhores cafés na safra 1961/1962 e às firmas que participaram da exposição industrial. No sábado, pela manhã, as candidatas e a Miss Brasil 1962 desfilaram pelas ruas do centro de Londrina, em carro aberto, tendo sido inaugurada, à tarde, a Cooperativa Londrinense dos Cafeicultores.

## Resultados

### Colocações
| Posição   | Estado e Candidata            |
| Vencedora | - Paraná - Andréa Vasconcelos |

## Candidatas
Disputaram o título 5 candidatas: 
- Espírito Santo - Mônica Viváqua

- Minas Gerais - Elke Grunnup

- Paraná - Andréa Vasconcelos de Oliveira [5]

- Rio de Janeiro - Ana Lúcia Amado Henriques

- São Paulo - Isabel Maria de Lorenzo

## Curiosidades
- Elke Maravilha, antes de se tornar famosa e conhecida, representou Minas Gerais no concurso.[6]

- Andréa Vasconcelos (Paraná) venceu outras dezenove (19) candidatas em busca do título estadual.

- Andréa Vasconcelos (Paraná) fala fluentemente inglês e espanhol e ainda visitou os Estados Unidos e vários países da Europa.

- Entre as personalidades que prestigiaram o concurso, destacam-se: o governador Ney Braga e Maria Olívia Rebouças, Miss Brasil 1962.